# Chiwetel Ejiofor
Chiwetel Ejiofor, född 10 juli 1977 i Forest Gate i Newham i London, är en brittisk skådespelare.
Ejiofor har nominerats till en Golden Globe fem gånger: två gånger 2007 för sina rollprestationer i Tsunamin: Efter vågen och Kinky Boots, en gång 2010 för rollen som Thabo Mbeki i Kampen om Sydafrika och två gånger 2014 för Dancing on the Edge och 12 Years a Slave. Vid Oscarsgalan 2014 nominerades han i kategorin Bästa manliga huvudroll för sin roll i som Solomon Northup i 12 Years a Slave, men han förlorade mot Matthew McConaughey för huvudrollen i Dallas Buyers Club.
Regissören Jon Favreau blev imponerad av Ejiofors roll som Baron Mordo i superhjältefilmen Doctor Strange, särskilt under delen när Baron Mordo blir mer skurkaktig, att Favreau gav Ejiofor röstrollen som skurken Scar i nyinspelningen av den tecknade Disneyklassikern Lejonkungen.  

## Filmografi

### Filmer
| År   | Titel                                       | Roll                   | Noter |
| ---- | ------------------------------------------- | ---------------------- | --- |
| 1996 | Deadly Voyage                               | Ebow                   | |
| 1997 | Amistad                                     | Ens. James Covey       | |
| 1999 | G:MT – Greenwich Mean Time                  | Rix                    | |
| 2002 | Dirty Pretty Things                         | Okwe                   | Black Reel Award for Best Actor San Diego Film Critics Society Award for Best Actor Washington D.C. Area Film Critics Association Award for Best Actor BIFA Award for Best Performance by an Actor in a British Independent Film Evening Standard British Film Award for Best Actor Nominerad - Chicago Film Critics Association Award for Most Promising Performer Nominerad - London Film Critics' Circle for Best British Actor of the Year Nomienrad - Online Film Critics Society Award for Best Breakthrough Performance Nominerad - BIFA Award for Best Newcomer Nominerad - European Film Award for Best Actor |
| 2003 | Twelfth Night                               | Orsino                 | |
| 2003 | Love Actually                               | Peter                  | Nominerad - Phoenix Film Critics Society Award for Best Ensemble Acting |
| 2004 | She Hate Me                                 | Frank Wills            | |
| 2004 | Red Dust                                    | Alex Mpondo            | |
| 2004 | Melinda and Melinda                         | Ellis                  | |
| 2005 | Four Brothers                               | Victor Sweet           | Nominerad - Black Reel Award for Best Ensemble |
| 2005 | Serenity                                    | The Operative          | Nominerad - Black Reel Award for Best Supporting Actor |
| 2005 | Slow Burn                                   | Ty Trippin             | |
| 2005 | Kinky Boots                                 | Simon / Lola           | Nominerad - Golden Globe Award för bästa manliga huvudroll - musikal eller komedi Nominerad - London Film Critics' Circle for Best British Actor of the Year Nominerad - Black Movie Award for Outstanding Performance by an Actor in a Leading Role |
| 2006 | Inside Man                                  | Detektiv Bill Mitchell | |
| 2006 | Children of Men                             | Luke                   | Nominerad - Black Reel Award for Best Supporting Actor |
| 2006 | Tsunamin: Efter vågen                       | Ian Carter             | Monte-Carlo Television Festival Mini-Series - Best Performance by an Actor Nominerad - Golden Globe Award for Best Actor – Miniseries or Television Film Nominerad - NAACP Image Award for Outstanding Actor in a Television Movie, Mini-Series or Dramatic Special |
| 2007 | Talk to Me                                  | Dewey Hughes           | African-American Film Critics AssociationAward for Best Supporting Actor Gotham Award for Best Ensemble Cast Independent Spirit Award for Best Supporting Male Nominerad - NAACP Image Award for Outstanding Supporting Actor in a Motion Picture |
| 2007 | American Gangster                           | Huey Lucas             | Nominerad - Screen Actors Guild Award for Outstanding Performance by a Cast in a Motion Picture |
| 2008 | Redbelt                                     | Mike Terry             | Nominerad - Black Reel Award for Best Actor |
| 2008 | Slapper                                     |                        | Kortfilm; manusförfattare, regissör |
| 2009 | Kampen om Sydafrika                         | Thabo Mbeki            | Nominerad - Golden Globe Award for Best Actor – Miniseries or Television Film |
| 2009 | 2012                                        | Dr. Adrian Helmsley    | Nominerad - Black Reel Award for Best Actor Nominerad - NAACP Image Award for Outstanding Supporting Actor in a Motion Picture |
| 2010 | Salt                                        | Peabody                | |
| 2010 | Tonight at Noon                             | Lee / Evans            | |
| 2013 | Savannah                                    | Christmas Moultrie     | |
| 2013 | Phil Spector                                | Mock Prosecutor        | TV-film |
| 2013 | 12 Years a Slave                            | Solomon Northup        | BAFTA Award for Best Actor in a Leading Role Alliance of Women Film Journalist Unforgettable Moment Award Austin Film Critics Association Award for Best Actor ACCTA International Award for Best Actor Black Film Critics Circle Award for Best Actor Black Film Critics Circle Award for Best Ensemble Cast Black Reel Award for Best Actor Black Reel Award for Best Ensemble Boston Online Film Critics Association Award for Best Actor Boston Online Film Critics Association Award for Best Ensemble Boston Society of Film Critics Award for Best Actor Central Ohio Film Critics Award for Best Actor Chicago Film Critics Association Award for Best Actor Dallas-Fort Worth Film Critics Association Award for Best Actor Florida Film Critics Circle Award for Best Actor Georgia Film Critics Association for Best Actor Houston Film Critics Society for Best Actor Indiana Film Critics Association Award for Best Actor Iowa Film Critics Association Award for Best Actor Kansas City Film Critics Circle Award for Best Actor London Film Critics Circle Award for Actor of the Year Los Angeles Film Critics Association Award for Best Actor National Society of Film Critics Award for Best Actor New York Film Critics Circle Award for Best Actor North Carolina Film Critics Award for Best Actor North Texas Film Critics Association Award for Best Actor Oklahoma Film Critics Circle Award for Best Actor Online Film Critics Society Award for Best Actor San Francisco Film Critics Circle for Best Actor Southeastern Film Critics Association Award for Best Actor St. Louis Gateway Film Critics Association Award for Best Actor Toronto Film Critics Association Award for Best Actor Utah Film Critics Association Award for Best Actor Washington D.C. Area Film Critics Association Award for Best Actor Washington D.C. Area Film Critics Association Award for Best Acting Ensemble Women Film Critics Circle Award for Best Actor Women Film Critics Circle Award for Best Male Images in a Movie Irish Film & Television Awardfor Best International Actor Screen Nation Award for Best Male Performance in Film UK Regional Critics' Film Award for Actor of the Year Village Voice Film Poll Award for Best Actor Nominerad - Oscar för bästa manliga huvudroll Nominerad - Broadcast Film Critics Association Award for Best Actor Nominerad - Broadcast Film Critics Association Award for Best Cast Nominerad - Golden Globe Award för bästa manliga huvudroll - drama Nominerad - Screen Actors Guild Award for Outstanding Performance by a Male Actor in a Leading Role Nominerad - Screen Actors Guild Award for Outstanding Performance by a Cast in a Motion Picture Nominerad - Alliance of Women Film Journalist Award for Best Actor Nominerad - Alliance of Women Film Journalist Award for Best Ensemble Cast Nominerad - Central Ohio Film Critics Award for Best Ensemble Nominerad - Denver Film Critics Society Award for Best Actor Nominerad - Detroit Film Critics Society Award for Best Actor Nominerad - Detroit Film Critics Society Award for Best Ensemble Cast Nominerad - Gay and Lesbian Entertainment Critics Association for Best Film Performance of the Year - Actor Nominerad - Georgia Film Critics Association Award for Best Ensemble Nominerad - London Film Critics Circle Award for British Actor of the Year Nominerad- Phoenix Film Critics Society Award for Best Cast Nominerad - San Diego Film Critics Society Award for Best Actor Nominerad - San Diego Film Critics Society Award for Best Ensemble Nominerad - Vancouver Film Critics Circle Award for Best Actor Nominerad - Gold Derby Award for Best Actor Nominerad - Gold Derby Award for Best Ensemble Cast Nominerad - Gotham Award for Best Actor Nominerad - Guardian Film Award for Best Actor Nominerad - IGN's Best of 2013 Award for Best Actor Nominerad - Independent Spirit Award for Best Male Lead Nominerad - International Cinephile Society Award for Best Actor Nominerad - International Cinephile Society Award for Best Ensemble Nominerad - NAACP Image Award for Outstanding Actor in a Motion Picture Nominerad - Satellite Award for Best Actor – Motion Picture |
| 2013 | Half of a Yellow Sun                        | Odenigbo               | |
| 2015 | Z for Zachariah                             | Loomis                 | |
| 2015 | Secret in Their Eyes                        | Ray                    | |
| 2015 | The Martian                                 | Vincent Kapoor         | |
| 2016 | Triple 9                                    | Michael Atwood         | |
| 2016 | Doctor Strange                              | Baron Mordo            | |
| 2018 | Come Sunday                                 | Carlton Pearson        | |
| 2018 | Maria Magdalena                             | Peter                  | |
| 2018 | Mästerdetektiven Sherlock Gnomes            | Watson                 | Röstroll |
| 2019 | Lejonkungen                                 | Scar                   | Röstroll |
| 2019 | Maleficent 2: Ondskans härskarinna          | Conall                 | Röstroll |
| 2021 | Infinite                                    | Bathurst 2020          | |
| 2021 | Doctor Strange in the Multiverse of Madness | Baron Mordo            | |
| 2024 | The Life of Chuck                           | Marty Anderson         | Postproduktion |
| 2024 | Venom: The Last Dance                       | TBA                    | |
| 2025 | Bridget Jones: Mad About the Boy            | Mr. Wallaker           | |

### TV
| År   | Titel                 | Roll            | Noter |
| ---- | --------------------- | --------------- | --- |
| 2001 | Murder in Mind        | DS McCorkindale | |
| 2003 | Trust                 | Ashley Carter   | |
| 2003 | The Canterbury Tales  | Paul            | Segment: The Knight's Tale |
| 2011 | The Shadow Line       | Jonah Gabriel   | |
| 2013 | Dancing on the Edge   | Louis Lester    | Black Reel Award for Best Actor: T.V. Movie/Cable Nominerad - Golden Globe Award for Best Actor – Miniseries or Television Film Nominerad - Primetime Emmy Award for Outstanding Lead Actor in a Miniseries or a Movie Nominerad - Satellite Award for Best Actor – Miniseries or Television Film Nominerad - NAACP Image Award for Outstanding Actor in a Television Movie, Mini-Series or Dramatic Special |
| 2017 | Red Nose Day Actually | Peter           | Kortfilm |

### Teater
| År   | Titel                 | Roll                       | Noter |
| ---- | --------------------- | -------------------------- | --- |
| 1997 | Macbeth               | Malcolm                    | |
| 1999 | Sparkleshark          | Russell                    | |
| 2000 | Blue/Orange           | Chris                      | The Jack Tinker Award for Most Promising Newcomer London Evening Standard Theatre Award for Outstanding Newcomer Nominerad - Laurence Olivier Award for Best Actor in a Supporting Role |
| 2000 | Romeo och Julia       | Romeo                      | Nominerad - Ian Charleson Award for Best Classical Stage Performance |
| 2000 | Peer Gynt             | Peer som ung               | |
| 2002 | The Vortex            | Nicky Lancaster            | |
| 2007 | Måsen                 | Boris Alexeyevich Trigorin | |
| 2007 | Othello               | Othello                    | Laurence Olivier Award for Best Actor |
| 2013 | A Season in the Congo | Patrice Lumumba            | |
| 2015 | Everyman              | Everyman                   | |